# Territori Gaeltacht
El territori Gaeltacht és el territori de la República d'Irlanda on encara es parla gaèlic irlandès. Es divideix en districtes, el més gran dels quals és Conamara.

## Divisió
El 2002 la Coimisiún na Gaeltachta va publicar un informe en el qual recomanava, entre altres coses, redibuixar les fronteres de la Gaeltacht oficial aleshores. La Coimisiún recomanà establir un estudi lingüístic comprensiu de la Gaeltacht per tal d'avaluar amb precisió la vitalitat de la llengua irlandesa als districtes Gaeltacht.
L'estudi fou elaborat per l'Acadamh na hOllscolaíochta Gaeilge (part de la Universitat Nacional d'Irlanda, Galway), i l'u de novembre de 2007 fou publicat Staidéar Cuimsitheach Teangeolaíoch ar Úsáid na Gaeilge sa Ghaeltacht ("Un estudi lingüístic comprensiu de l'ús de l'irlandès a la Gaeltacht"). Pel que fa a les fronteres de la Gaeltacht, es va suggerir la creació de tres zones lingüístiques anomenades A, B i C.

### Gaeltacht zona A

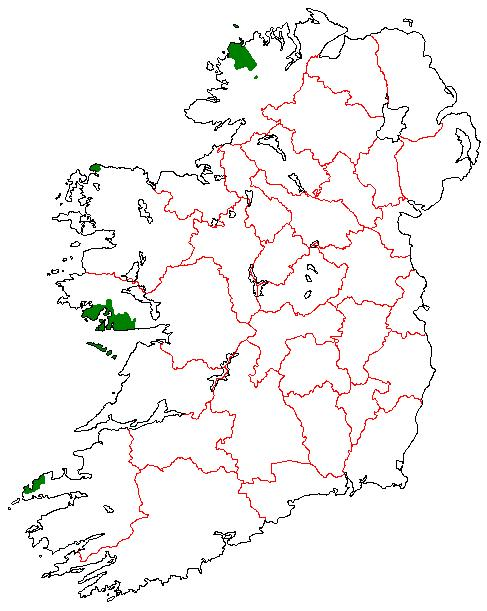
Territori de la zona A

La zona A comprèn els indrets on l'irlandès és la llengua comunitària dominant (superior al 67% dels parlants):
| Centre de població           | Nom en anglès | Comtat        | Població | Parlants d'irlandès | %     |
| ---------------------------- | ------------- | ------------- | -------- | ------------------- | ----- |
| Camas                        | Camas         | Gaillimhe     | 345      | 341                 | 90,93 |
| Garmna                       | Gorumna       | Gaillimhe     | 1.245    | 1.148               | 92,90 |
| An Crompán                   | -             | Gaillimhe     | 2.192    | 1.934               | 88,23 |
| Scainimh                     | -             | Gaillimhe     | 625      | 576                 | 92,16 |
| Leitir Móir                  | Lettermore    | Gaillimhe     | 791      | 703                 | 88,87 |
| An Turlach                   | -             | Gaillimhe     | 460      | 394                 | 85,65 |
| Mín an Chladaigh             | -             | Dhún na Ngall | 1.250    | 1.070               | 85,60 |
| Cill Chuimín                 | Kilcummin     | Gaillimhe     | 1.249    | 1.054               | 84,38 |
| Árainn                       | Aran          | Gaillimhe     | 1.247    | 1.021               | 81,87 |
| Sailearna                    | -             | Gaillimhe     | 1.241    | 1.028               | 85,65 |
| Gort an Choirce              | Gortahork     | Dhún na Ngall | 1.590    | 1.326               | 83,39 |
| An Cnoc Buí                  | -             | Gaillimhe     | 808      | 658                 | 81,43 |
| Machaire Chlochair           | -             | Dhún na Ngall | 2.555    | 2.024               | 79,21 |
| Cill Aithnín                 | -             | Gaillimhe     | 806      | 632                 | 78,41 |
| Cill Chuáin                  | -             | Ciarraí       | 438      | 349                 | 79,68 |
| Cill Maoilchéadair           | -             | Ciarraí       | 536      | 417                 | 77,79 |
| Dun Urlann                   | -             | Ciarraí       | 407      | 317                 | 77,88 |
| Abhainn Ghabhla              | -             | Gaillimhe     | 334      | 251                 | 75,15 |
| Dún Lúiche                   | -             | Dhún na Ngall | 665      | 486                 | 79,21 |
| Márthain                     | -             | Ciarraí       | 238      | 161                 | 67,65 |
| An Spidéal                   | -             | Gaillimhe     | 1.196    | 813                 | 67,97 |
| Cnoc an Daimh                | -             | Mhaigh Eo     | 375      | 262                 | 67,20 |
| Dún Chaoin                   | -             | Ciarraí       | 207      | 232                 | 63,76 |
| Cill Chuimín (Gleann Trasna) | -             | Gaillimhe     | 114      | 60                  | 52,63 |

Això fa un total de 20,914 habitants, dels quals 17.257 parlen irlandès

## Gaeltacht zona B
La zona B comprèn les àrees on l'anglès és dominant, però on la minoria de parla irlandesa és força important.
| Centre de població       | Nom en anglès | Comtat        | Població | Parlants d'irlandès | %     |
| ------------------------ | ------------- | ------------- | -------- | ------------------- | ----- |
| Suí Corr                 | -             | Dhún na Ngall | 14       | 10                  | 71,42 |
| Árainn Mhór              | Arranmore     | Dhún na Ngall | 529      | 332                 | 62,76 |
| An Ros                   | -             | Gaillimhe     | 105      | 64                  | 60,95 |
| Cró Bheithe              | -             | Dhún na Ngall | 170      | 103                 | 60,58 |
| Gleann Léithín           | -             | Dhún na Ngall | 167      | 96                  | 57,48 |
| Baile na Finne           | -             | Dhún na Ngall | 296      | 175                 | 59,12 |
| An Ghrafaidh             | -             | Dhún na Ngall | 192      | 109                 | 56,77 |
| Ceann Trá                | Ventry        | Ciarraí       | 448      | 249                 | 55,58 |
| Abhainn Bhrain           | -             | Mhaigh Eo     | 242      | 133                 | 54,95 |
| Anagaire                 | -             | Dhún na Ngall | 2.138    | 1.191               | 55,70 |
| Gort na Tiobratan        | -             | Chorcaí       | 411      | 218                 | 53,04 |
| An Ráth Mhór             | Rathmore      | na Mí         | 372      | 195                 | 52,42 |
| Allt na Péiste           | -             | Dhún na Ngall | 163      | 80                  | 49,08 |
| Cléire                   | -             | Chorcaí       | 127      | 62                  | 48,82 |
| Béal Átha an Ghaorthaidh | Ballingeary   | Chorcaí       | 477      | 214                 | 44,86 |
| Baile Átha Buí           | Athboy        | na Mí         | 57       | 26                  | 45,61 |
| An Rinn                  | Ring          | Phort Láirge  | 1.026    | 442                 | 43,03 |
| Baile Mhac Airt          | -             | Phort Láirge  | 301      | 98                  | 32,56 |
| Cill Bhríde              | Kilbride      | na Mí         | 210      | 55                  | 26,19 |
| Aird Mhór                | -             | Phort Láirge  | 61       | 12                  | 19,67 |